# Iotua Kautai
Iotua Kautai (1º gennaio 1983) è un calciatore francese nato a Tahiti, difensore del Pirae.

## Carriera

### Club
Ha sempre giocato nel campionato di casa.

### Nazionale
Ha collezionato 6 presenze con la maglia della propria Nazionale.